# Mark Mayerhofler
Pas d'image ? Cliquez ici

a Compétitions nationales et continentales officielles uniquement.

b Matchs officiels uniquement.
Dernière mise à jour le 4 juillet 2023.
Mark Andrew Mayerhofler,  né le 8 octobre 1972 à Auckland (Nouvelle-Zélande), est un joueur de rugby international néo-zélandais. Il joue au poste de trois-quarts centre.

## Biographie
Mark Mayerhofler réalise le triplé 1998, 1999 et 2000 en Super 12 avec Crusaders.
Il joue après en France pour le FC Grenoble avant de revenir en Nouvelle-Zélande au Blues, puis de rejoindre les Newcastle Falcons en Angleterre en 2002.
Lors de la saison 2002-2003 à Newcastle, Mayerhofler s'est imposé dans les lignes arrière grâce à son leadership, sa puissance et son excellent pied gauche. Il met un terme à sa carrière de joueur en 2007.

## Carrière

### Sélection nationale
- Sélections en Équipe de Nouvelle-Zélande : 6
- Première sélection le 20 juin 1998 face à l'Angleterre
- Sélections par année : 1998 (6)
- Sélections en Équipe des Māori de Nouvelle-Zélande : 1

## Palmarès
- 64 matchs de Super 12 avec les Canterbury Crusaders et Blues
- Triple Vainqueur du Super 12 : 1998, 1999 et 2000 avec les Canterbury Crusaders
- Vainqueur de la Coupe d'Angleterre : 2004 avec les Newcastle Falcons